# Lascabanes

Lascabanes este o comună în departamentul Lot din sudul Franței. În 2009 avea o populație de 183 de locuitori.

## Evoluția populației
| An        | 1975 | 1982 | 1990 | 1999 | 2006 | 2009 |
| --------- | ---- | ---- | ---- | ---- | ---- | ---- |
| Populație | 173  | 161  | 157  | 167  | 180  | 183  |